# التجمع من أجل الثقافة والديمقراطية
التجمع من أجل الثقافة والديمقراطية (بالأمازيغية: Agraw i Yidles d Tugdut) هو حزب سياسي جزائري.

## التأسيس
تأسس التجمع من أجل الثقافة والديمقراطية في 9 فيفري 1989م.
ويُعتبر الدكتور السعيد سعدي أحد الأعضاء المؤسسين لهذا الحزب الديمقراطي.

## الهيكل التنظيمي

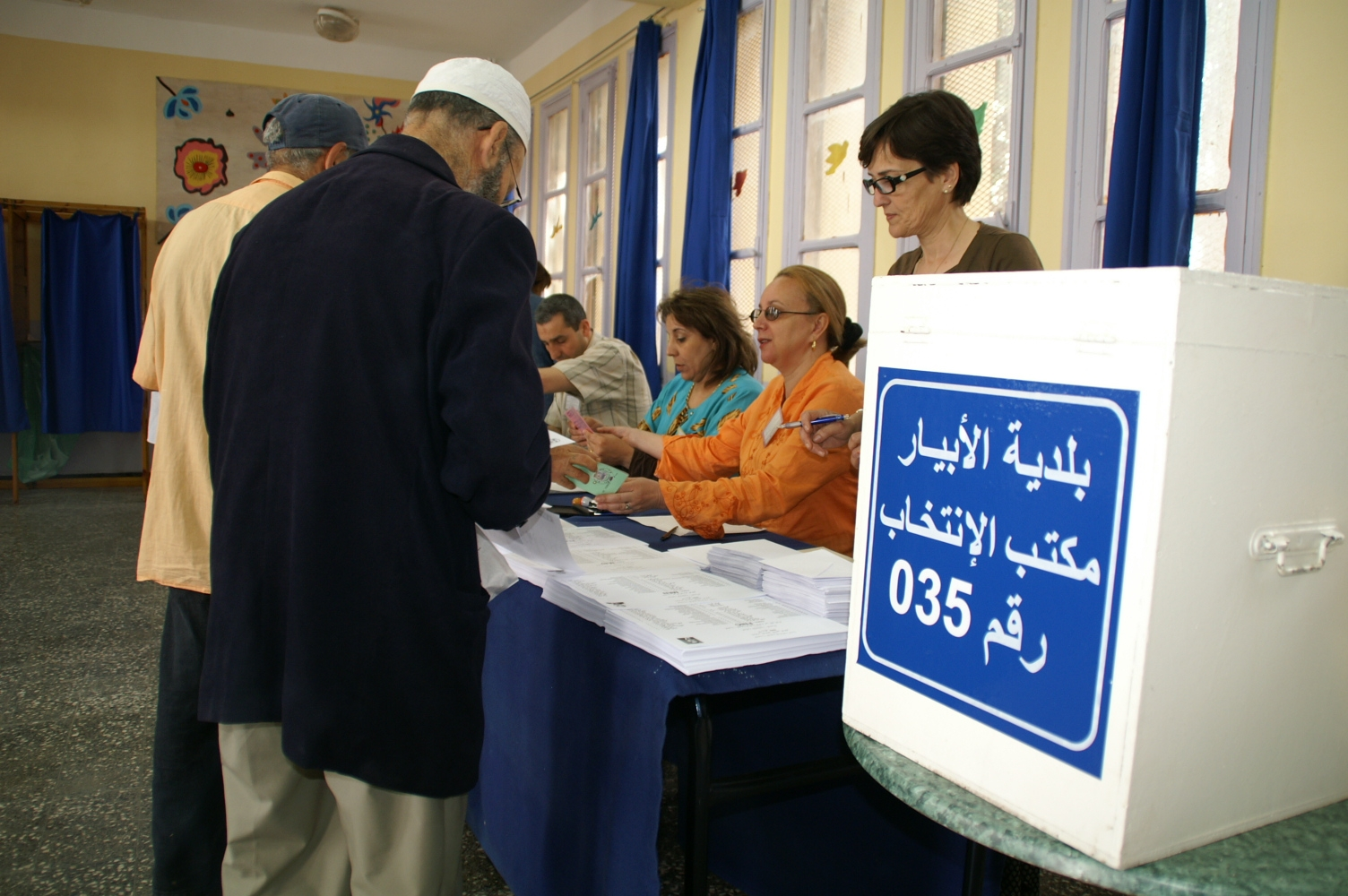
الانتخابات في الجزائر

### المؤتمر الوطني
| رقم | المؤتمر          | التاريخ             |
| --- | ---------------- | ------------------- |
| 01  | المؤتمر التأسيسي | 15، 16 ديسمبر 1989م |
| 02  | مؤتمر المطابقة   | 26 فيفري 1998م      |
| 03  | المؤتمر الثالث   | 8، 9 فيفري 2007م    |
| 04  | المؤتمر الرابع   | 8، 9، 10 مارس 2012م |

### المجلس الوطني
يتكون المجلس الوطني في التجمع من أجل الثقافة والديمقراطية من 170 عضوا يتم انتخابهم أثناء كل مؤتمر وطني.

### الرئاسة
كان الدكتور السعيد سعدي رئيسا للأرسيدي من 1989م إلى غاية 2012م.
وتم انتخاب محسن بلعباس كثاني رئيس للحزب ابتداء من 10 مارس 2012م.

### الأمانة الوطنية
تتكون الأمانة الوطنية في الأرسيدي من أمناء وطنيين يقوم رئيس الحزب بتعيينهم من بين أعضاء المجلس الوطني.
ويستطيع الأمناء الوطنيين أن يستعينوا بمساعدين هم المندوبون الوطنيون، كما يستطيع رئيس الحزب عند الضرورة تغيير تركيبة الأمانة الوطنية.

### المكتب الجهوي

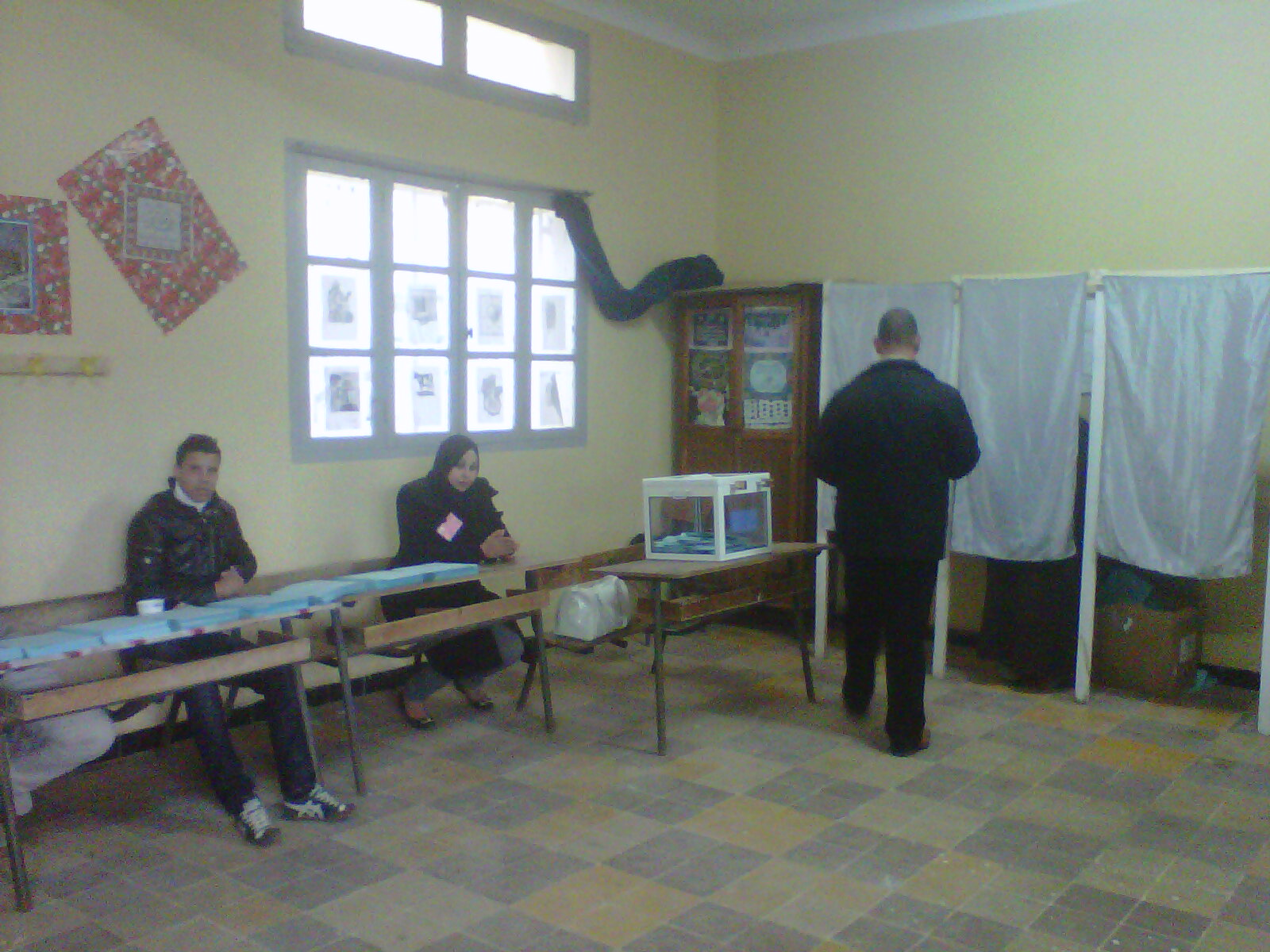
الانتخابات في الجزائر

يعتمد التجمع الوطني الديمقراطي في تنظيمه الإقليمي على مفهوم الجهة التي تتكون من ولاية جزائر أو أكثر.
ويتم اعتماد هذا التقسيم الإقليمي الجهوي من طرف المجلس الوطني باقتراح من الأمانة الوطنية.
ويتكفل المكتب الجهوي بتطبيق سياسة الأرسيدي على المستوى الجهوي، وتنفيذ قرارات الهيئات الوطنية للحزب.
ويقوم المكتب الجهوي، مع أعضاء المجلس الوطني عن الجهة، بتحديد سياسة الحزب المتعلقة بالمشاكل الخاصة بالجهة، ويعملون على تطبيقها بالتنسيق مع منتخبي المجالس الشعبية الولائية عن الحزب، وذلك بالتوافق مع المقتضيات المحددة في القانون الداخلي.

### القسمة
القسمة هي اللبنة الأساسية في الهيكل التنظيمي للأرسيديK وتتكون من خمسة مناضلين على الأقل منحدرين من الرقعة الجغرافية أو الإدارية المتضمنة في بلدية أو جامعة.
تتكفل القسمة بتطبيق سياسة الأرسيدي ضمن فضاء صلاحياتها التنفيذية البلدية أو الجامعية، وهي مكان للحوار والنقاش لكل المناضلين، ويجري نشاطها بالتنسيق مع منتخبي الحزب في المجلس الشعبي البلدي.

### مكتب التنسيق
مكتب التنسيق البلدي أو مكتب التنسيق الجامعي هو هيئة تنظيمية فرعية في البلدية أو الجامعة حينما تضمان أكثر من قسمة.

## نواب المجلس الشعبي الوطني

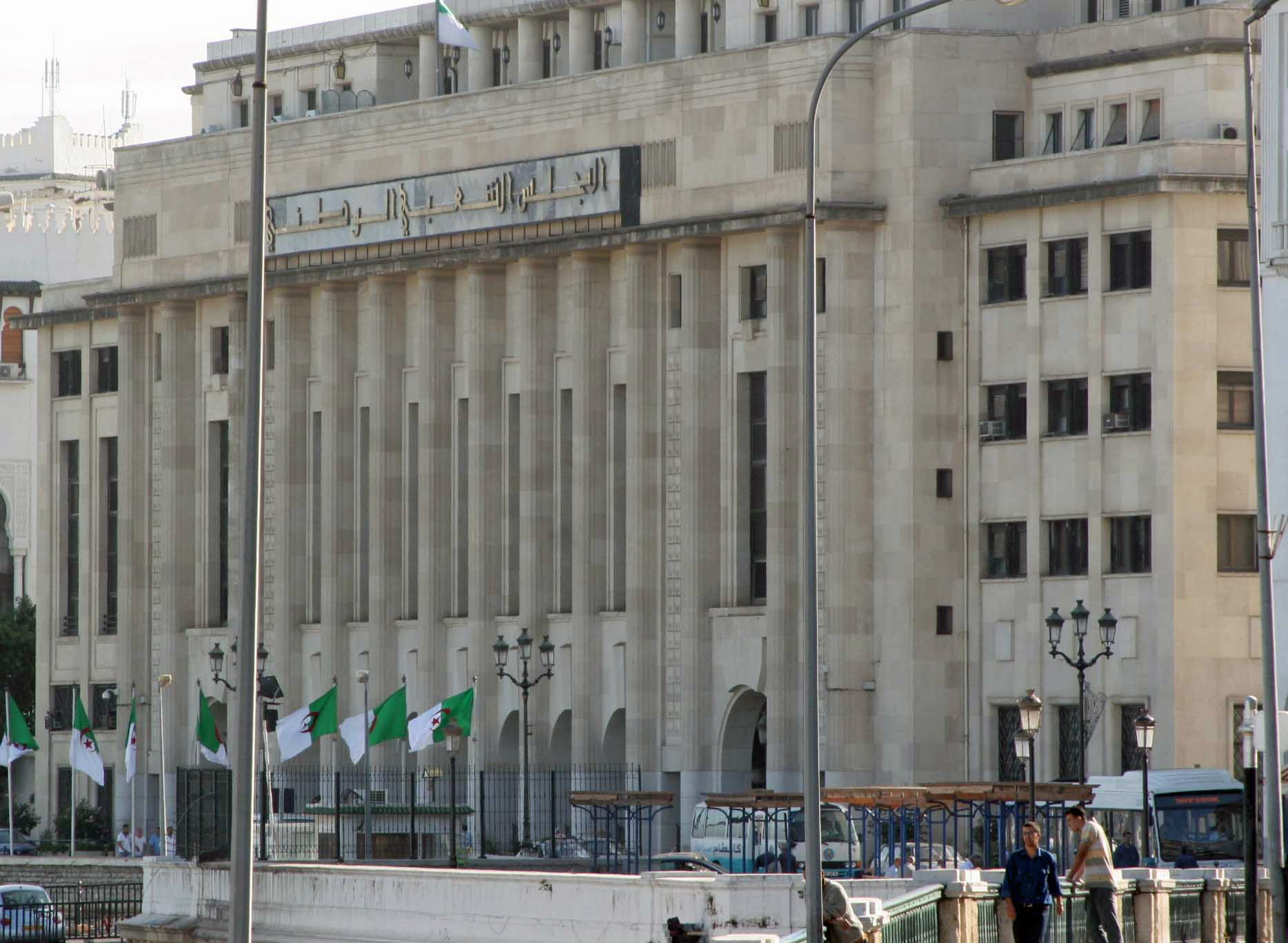
المجلس الشعبي الوطني الجزائري

### أصوات الناخبين
| رقم | الدورة الانتخابية        | عدد الأصوات |
| --- | ------------------------ | ----------- |
| 01  | انتخابات 26 ديسمبر 1991م | 200.267     |
| 02  | انتخابات 5 جوان 1997م    | 442.271     |
| 02  | انتخابات 17 ماي 2007م    | 192.490     |

التوزع الجنسي لنواب البرلمان (1997م-2002م)

### العهدة التشريعية 1997م-2002م
تشكلت كتلة نواب التجمع من أجل الثقافة والديمقراطية خلال الانتخابات التشريعية ليوم 5 جوان 1997م.

#### التمثيل النسوي
توزع نواب البرلمان عن التجمع من أجل الثقافة والديمقراطية وطنيا في الدورة التشريعية 1997م-2002م وفق الجنس حسب النسب التالية:
1. النواب النساء: 01 (5.26 %).
2. النواب الرجال: 18 (94.74 %).

#### التمثيل الولائي
التوزع الولائي لنواب البرلمان (1997م-2002م)
توزع نواب البرلمان عن التجمع من أجل الثقافة والديمقراطية وطنيا في العهدة التشريعية 1997م-2002م عبر الولايات حسب النسب التالية:
1. نواب ولاية بجاية: 03 (15.79 %).
2. نواب ولاية البويرة: 01 (5.26 %).
3. نواب ولاية تيزي وزو: 07 (36.84 %).
4. نواب ولاية الجزائر: 04 (21.05 %).
5. نواب ولاية بومرداس: 01 (5.26 %).
6. نواب فرنسا، أمريكا وآسيا: 03 (15.79 %)

#### القائمة الاسمية
1. السعيد سعدي (ولاية الجزائر).
2. عمران نور الدين آيت حمودة (ولاية تيزي وزو).
3. عبد القادر حمودي (ولاية بجاية).
4. مجيد يوسفي (ولاية بومرداس).
5. الحسن مرزوق (ولاية البويرة).
6. صالح علي براهيمي (ولاية تيزي وزو).
7. خليدة تومي (ولاية الجزائر).
8. جمال الدين فرج الله (ولاية بجاية).
9. عمارة بن يونس (ولاية تيزي وزو).
10. قاسي رجدال (جنوب فرنسا).
11. هاشمي سوامي (شمال فرنسا).
12. حميد لوناوسي (ولاية تيزي وزو).
13. محمد سطوش (أمريكا وآسيا).
14. السعيد حرقاز (ولاية تيزي وزو).
15. خالفة معمري (ولاية الجزائر).
16. طارق ميرة (ولاية بجاية).
17. أرزقي كسيلي (ولاية تيزي وزو).
18. حسين نية (ولاية الجزائر).
19. بوسعد صراوي (ولاية تيزي وزو).
20. حسان حفاف (ولاية تيزي وزو).
21. محند أرزقي بومنديل (ولاية تيزي وزو).[17]

### العهدة التشريعية 2007م-2012م
تشكلت كتلة نواب التجمع من أجل الثقافة والديمقراطية خلال الانتخابات التشريعية ليوم 17 ماي 2007م.

#### التمثيل النسوي
التوزع الجنسي لنواب البرلمان (2007م-2012م)
توزع نواب البرلمان عن التجمع من أجل الثقافة والديمقراطية وطنيا في الدورة التشريعية 2007م-2012م وفق الجنس حسب النسب التالية:
1. النواب النساء: 01 (5.26 %).
2. النواب الرجال: 18 (94.74 %).

#### التمثيل الولائي
التوزع الولائي لنواب البرلمان (2007م-2012م)
توزع نواب البرلمان عن التجمع من أجل الثقافة والديمقراطية وطنيا في العهدة التشريعية 2007م-2012م عبر الولايات حسب النسب التالية:
1. نواب ولاية بجاية: 04 (31.58 %).
2. نواب ولاية البويرة: 01 (5.26 %).
3. نواب ولاية تيزي وزو: 07 (36.84 %).
4. نواب ولاية الجزائر: 04 (15.79 %).

#### القائمة الاسمية
1. محسن بلعباس (ولاية الجزائر).[18]
2. صالح علي براهيمي (ولاية تيزي وزو).
3. عثمان معزوز (ولاية تيزي وزو).
4. جمال الدين فرج الله (ولاية بجاية).
5. طارق ميرة (ولاية بجاية).

### العهدة التشريعية 2017م-2022م
تشكلت كتلة نواب التجمع من أجل الثقافة والديمقراطية خلال الانتخابات التشريعية ليوم 4 ماي 2017م.

#### التمثيل النسوي
التوزع الجنسي لنواب البرلمان (2017م-2022م)
توزع نواب البرلمان عن التجمع من أجل الثقافة والديمقراطية وطنيا في الدورة التشريعية 2017م-2022م وفق الجنس حسب النسب التالية:
1. النواب النساء: 03 (37.50 %).
2. النواب الرجال: 05 (62.50 %).

#### التمثيل الولائي
التوزع الولائي لنواب البرلمان (2017م-2022م)
توزع نواب البرلمان عن التجمع من أجل الثقافة والديمقراطية وطنيا في العهدة التشريعية 2017م-2022م عبر الولايات حسب النسب التالية:
1. نواب ولاية بجاية: 01 (12.50 %).
2. نواب ولاية تيزي وزو: 04 (50.00 %).
3. نواب ولاية الجزائر: 03 (37.50 %).

#### القائمة الاسمية
1. فطة سادات (ولاية الجزائر).
2. ليلى حاج أعراب (ولاية تيزي وزو).
3. نورة واعلي (ولاية بجاية).
4. ياسين عيسوان (ولاية تيزي وزو).
5. محسن بلعباس (ولاية الجزائر).
6. حميد آيت سعيد (ولاية تيزي وزو).
7. واعمر سعودي (ولاية الجزائر).
8. محند حمدوس (ولاية تيزي وزو).

### العهدة التشريعية 2017م-2022م
قرر المجلس الوطني للتجمع من أجل الثقافة والديمقراطية المشاركة في الانتخابات التشريعية لسنة 2017م.
وتم اتخاذ هذا القرار خلال الدورة العادية رقم 13 للمجلس الوطني للحزب التي انعقدت اليوم الجمعة 7 أكتوبر 2016م.
وقد صوتت الأغلبية في المجلس لصالح قرار المشاركة، بعدما ترك رئيس الحزب محسن بلعباس حرية الاختيار لأعضائه.
وصوت لصالح القرار 130 عضوا من أصل 170 شاركوا في عملية التصويت.
وصوت أعضاء المجلس الوطني للحزب المنعقد في دورة عادية لصالح قرار المشاركة بالأغلبية الساحقة، ليصبح بذلك أول حزب معارض يعلن بشكل رسمي حضوره في الاستحقاق الانتخابي لسنة 2017م.

## الوزراء
| رقم | الوزير        | الوزارة               | الحكومة              | البداية         | النهاية      |
| --- | ------------- | --------------------- | -------------------- | --------------- | ------------ |
| 01  | عمارة بن يونس | وزير الصحة والسكان    | حكومة بن بيتور       | 23 ديسمبر 1999م | 26 أوت 2000م |
| 02  | حميد لوناوسي  | وزير النقل            | حكومة بن بيتور       | 23 ديسمبر 1999م | 26 أوت 2000م |
| 03  | عمارة بن يونس | وزير الأشغال العمومية | حكومة بن فليس الأولى | 26 أوت 2000م    | 31 ماي 2001م |

## المنتخبون المحليون

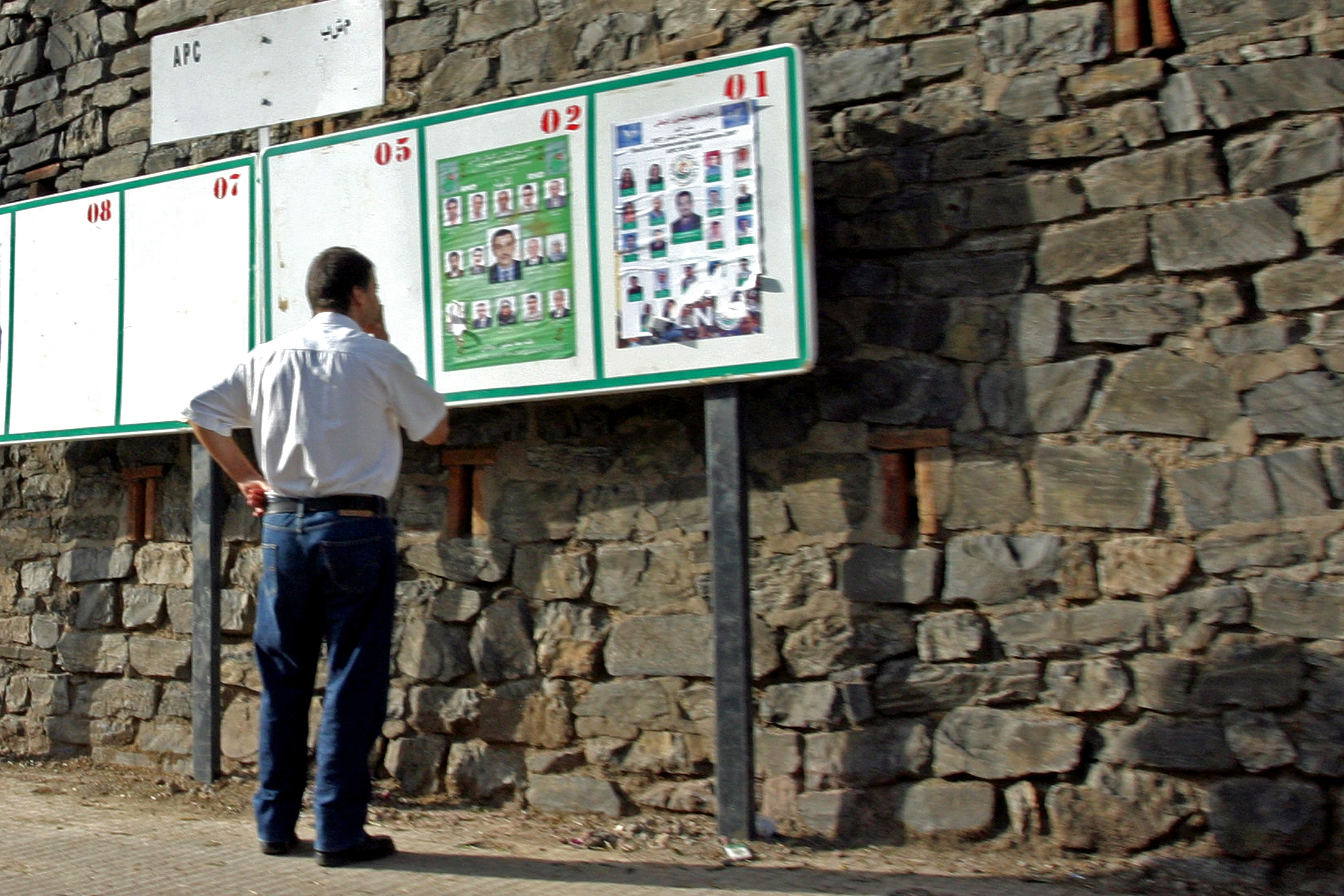
الانتخابات في الجزائر

### الانتخابات المحلية في 12 جوان 1990م
| المنتخبون المحليون للأرسيدي (1990م-1992م) | الأصوات المعبر عنها | النسبة المئوية | المقاعد | الإقليم  |
| ----------------------------------------- | ------------------- | -------------- | ------- | -------- |
| المجالس الشعبية البلدية                   | 166٬104             | 2.1 %          | 623     | 87 بلدية |
| المجالس الشعبية الولائية                  | 183٬214             | 2.4 %          | 54      | 7 ولايات |

## التحالفات السياسية

### التنسيقية الوطنية من أجل الحريات والانتقال الديمقراطي
التجمع من أجل الثقافة والديمقراطية هو حزب مؤسس في التنسيقية الوطنية من أجل الحريات والانتقال الديمقراطي بالجزائر.

### هيئة التشاور والمتابعة
التجمع من أجل الثقافة والديمقراطية هو حزب مؤسس في هيئة التشاور والمتابعة بالجزائر.

## المواقف
دعا التجمع من أجل الثقافة والديمقراطية في 2014م إلى مقاطعة الانتخابات الرئاسية، وكان التجمع يريد في البداية بناء جبهة واسعة لرفض الانتخابات بواسطة التنسيق مع الأحزاب وبعض الجماعات المعروفة بمعارضتها للرئيس بوتفليقة مثل الحركة الاجتماعية الديمقراطية (الحزب الشيوعي) وحركة المواطنين من أجل الدفاع عن الجمهورية وهي جمعية أسسها بعض المعارضين للرئيس بوتفليقة وخاصة سياسة الوئام المدني والمصالحة. وكان التجمع من أجل الثقافة والديمقراطية يأمل في تقارب مع جبهة القوى الاشتراكية باعتباره الحزب الأساسي الذي يتقاسم معه النفوذ في منطقة القبائل الزواوية، غير أن الخلافات التاريخية القائمة بين الحزبين حالت دون تحقيق هذا الهدف.

### مواضيع ذات صلة
- السعيد سعدي
- نور الدين آيت حمودة
- محسن بلعباس
- الانتخابات في الجزائر
- قائمة نواب ولاية الجزائر
- الهيئة العليا المستقلة لمراقبة الانتخابات
- البرلمان الجزائري
- بيان أول نوفمبر 1954م
- مؤتمر الصومام
- الانتخابات المحلية ليوم 12 جوان 1990م
- أحداث جانفي 1992م في الجزائر
- الانتخابات التشريعية ليوم 5 جوان 1997م
- الانتخابات التشريعية ليوم 17 ماي 2007م
- الانتخابات التشريعية الجزائرية 2017

### وصلات خارجية
- الموقع الرسمي لحزب التجمع من أجل الثقافة والديمقراطية في الجزائر